# Simferopol-Massaker
Als Simferopol-Massaker (auch Weihnachts-Massaker oder Massenmord von Simferopol) wird der Massenmord an den aschkenasischen Juden, Krimtschaken (turksprachige Krim-Juden) und Roma bezeichnet, den das Sonderkommando 11b und die Stabseinheit der Einsatzgruppe D des Sicherheitsdienstes des Reichsführers SS mit Unterstützung der Wehrmacht im Dezember 1941 in Simferopol auf der besetzten Krim verübte. Dem Massenmord fielen ungefähr 13.000 Menschen zum Opfer, darunter wahrscheinlich etwa 10.600 Juden, 1.500 Krimtschaken und 600 bis 1.000 Roma. Das Massaker gilt als herausragendes Beispiel für die enge Zusammenarbeit zwischen militärischen Befehlshabern und Verantwortlichen des Reichssicherheitshauptamtes (RSHA) beim Völkermord an Juden (Holocaust) und an „Zigeunern“ (Porajmos). Heute erinnert am Tatort eine Gedenkstätte an die Männer, Frauen und Kinder, die hier innerhalb weniger Tage ermordet wurden.

## Geschichte des Massakers

### Militärverwaltung der Stadt und Massenerschießungen

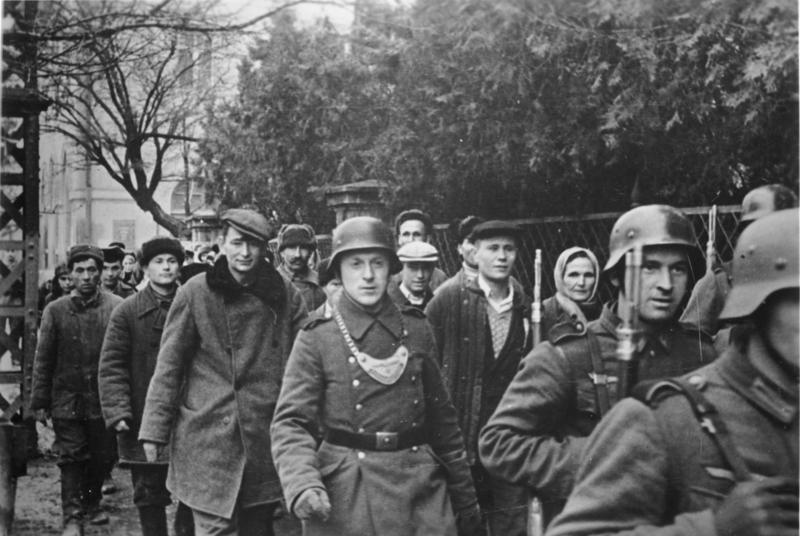
Razzia durch deutsche Feldgendarmen und Soldaten in Simferopol, Januar 1942

Simferopol, die größte Stadt der Krim, war am 1. November 1941 von der 11. Armee, unter deren Oberbefehlshaber General Erich von Manstein, eingenommen worden. Sein Armeeoberkommando (AOK 11) nahm Quartier in der kleinen Ortschaft Sarabus, dem heutigen Hwardijske, russisch: Gwardeiskoje (Гвардейское), das ungefähr zehn Kilometer nördlich von Simferopol liegt. In der Stadt selbst, die als Hauptverkehrsknotenpunkt und Versorgungsbasis strategisch wichtig war, nahm am 5. November die Ortskommandantur Simferopol (OK I/853) die Arbeit auf. Die Feld- und Ortskommandanturen waren nicht nur für die Betreuung durchziehender Truppen und die Bewachung kriegswichtiger Einrichtungen zuständig, sondern auch für die Erfassung, Verwaltung und Überwachung der Zivilbevölkerung. Die Zuständigkeit für die Ernährung der Bevölkerung, die Regelung von Handel und Gewerbe sowie den Arbeitseinsatz von Zivilisten lag bei der Abteilung Landwirtschaft des Wirtschaftskommandos Krim (Wi Kdo Krim) der Wirtschaftsorganisation Ost, die Hermann Göring unterstand. Die Kommandanturen der Krim berichteten an die rückwärtige Militärverwaltung der 11. Armee (Korück 553), deren Leiter, Generalleutnant Heinrich Doehla, direkt an von Manstein rapportierte. Die Alltagsgeschäfte der Korück 553 liefen über die Oberquartiermeisterabteilung der 11. Armee (AOK 11/OQu) von Oberst Friedrich Wilhelm Hauck. In taktischer Hinsicht unterstand Hauck auch die der 11. Armee zugeteilte motorisierte Feldgendarmerieabteilung (FGA 683). Das operative Personal der FGA, also die Militärpolizeitrupps, war teilweise auf die einzelnen Feld- und Ortskommandanturen verteilt und unterstand dann deren Kommandanten. Der Ortskommandant von Simferopol, Hauptmann Kleiner, musste (wie seine Kollegen auch) zur Wahrnehmung seiner umfangreichen Aufgaben einheimisches Verwaltungspersonal einsetzen und Hilfspolizisten und Milizmänner zur Verstärkung der Feldgendarmerie rekrutieren.

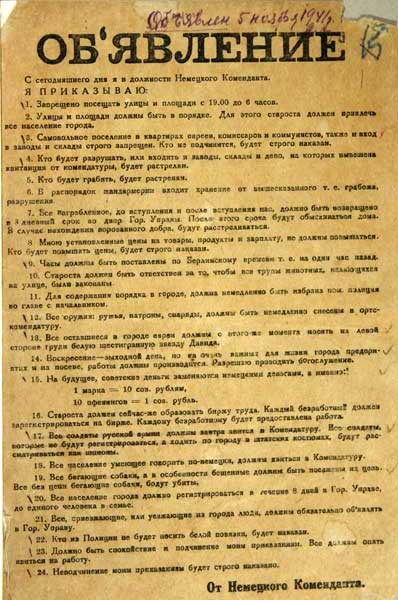
Der erste Orden des Ortskommandanten von Simferopol vom 5. November 1941 (Staatsarchiv der Republik Krim). Artikel 13 führt die Kennzeichnung und Registrierung von Juden ein, Artikel 17 der ehemaligen Soldaten der Roten Armee, Artikel 20 – der Rest der Bevölkerung

Die Einwohnerzahl von Simferopol war von 156.000 im Jahr 1939 auf ca. 120.000 im November 1941 abgesunken. Vor dem Krieg hatten mehr als 20.000 Juden, überwiegend Aschkenasim, in der Stadt gelebt. Beim Einmarsch der Deutschen gab es dort noch etwa 13.000 aschkenasische Juden sowie 1.500 Krimtschaken, Angehörige einer kleinen Volksgruppe mit einer tatarischen Sprache und jüdisch-rabbinischem Glauben, die von den Deutschen als „rassische“ Juden behandelt wurden. Nach langen bizarren Abklärungen zwischen dem Reichssicherheitshauptamt (RSHA) und dem Reichsministerium für die besetzten Ostgebiete (RMO) wurden die Karäer, eine ebenfalls tatarisch geprägte Volksgruppe, aber nicht-rabbinischen jüdischen Glaubens, als nicht von Juden, sondern von mongolischen Chasaren abstammend klassifiziert – und daher nicht verfolgt.
Schon in den ersten Novembertagen bereitete die Ortskommandantur Simferopol die „Lösung der Judenfrage“ vor: Die Juden der Stadt wurden erfasst, durch Armbinden kenntlich gemacht und vom 9. bis 13. Dezember vom Sonderkommando Sk 11b der Einsatzgruppe D der Sicherheitspolizei und des SD ermordet. Die Wehrmacht steuerte dazu Personal der motorisierten Geheimen Feldpolizei (GFP 647), sowie der Feldgendarmerie bei. Die Juden wurden vom 11. bis 13. Dezember in der Stadt zusammengetrieben, auf LKWs geladen und ungefähr zehn Kilometer außerhalb von Simferopol in einem Panzergraben erschossen. Am 9. Dezember waren dort bereits die Krimtschaken der Stadt ermordet worden.
Augenzeugenberichte über die Massenerschießungen, die als „Judenaktion“ oder auch in Tarnsprache als „Umsiedlung“ bezeichnet wurden, gibt es in Form von Vernehmungsprotokollen sowohl aus dem Nürnberger Einsatzgruppen-Prozess als auch aus den Ermittlungsakten bundesdeutscher Justizbehörden. Eine Beschreibung der Massenerschießungen von Simferopol mit umfangreichen Quellenangaben hat der Historiker Andrej Angrick erstellt.
Das Massaker von Simferopol war die größte unter den zahlreichen Mordaktionen der Einsatzgruppe D auf der Krim. Mit der Ereignismeldung EM 150 vom 2. Januar 1942 wurden Simferopol und andere Städte der Krim als „judenfrei“ gemeldet. Eine Woche später präzisierte die Ereignismeldung EM 153 vom 9. Januar 1942, Simferopol sei frei von Juden und Krimtschaken. Allerdings waren untergetauchte Juden auch bei späteren Razzien in Simferopol im Visier, wie z. B. bei der großen „Aktion zur Erfassung unzuverlässiger Elemente“ am 11. Januar 1942, bei welcher das Sonderkommando Sk 11b des SD seitens der Armee von 20 Geheimen Feldpolizisten, 55 Feldgendarmen und 2.320 Soldaten unterstützt wurde und 1.250 verdächtige Zivilisten aufgriff. Die Einsatzgruppe D rapportierte dazu in der Ereignismeldung EM 170 vom 19. Februar 1942, dass in Simferopol in der Zeit vom 9.1. – 15.2. über 300 Juden erfasst und exekutiert wurden; die Zahl der Exekutierten sei damit in Simferopol auf nahezu 10 000 Juden gestiegen.
Obwohl letztlich fast alle der auf der Krim verbliebenen ca. 35.000 aschkenasischen Juden, ca. 3.000 Krimtschaken und 114 Bergjuden von den Mordkommandos des SD getötet wurden, ist nicht ganz klar, wie viele Personen in Simferopol bei den Massenerschießungen in der ersten Dezemberhälfte 1941 umkamen. Die Annahme, dass alle jüdischen, krimtschakischen sowie 1.000 Roma-Bewohner von Simferopol während des Weihnachts-Massakers erschossen wurden, würde in einer Opferzahl von 15.500 Zivilisten resultieren. Der Historiker Israel Gutman nannte 2007 in seiner Enzyklopädie des Holocaust (EdH) als Opferzahlen 12.500 Juden und 1.500 Krimtschaken. Das Landgericht München I sprach 1970 in seinem Urteil in der Strafsache gegen Paul Zapp und andere – Zapp hatte als Leiter des Sonderkommandos 11a für das „Gruppenschiessen“ in Simferopol Personal beigesteuert – von „mindestens 5.000“ jüdischen Opfern. Der Historiker Norbert Kunz schrieb 2013, es seien der Großteil der Krimtschaken sowie etwa 5.000 aschkenasische Juden gewesen und diese Zahl habe sich bis Ende Februar verdoppelt.
Die sowjetische Außerordentliche Staatliche Kommission ermittelte 10.600 jüdische und 1.500 krimtschakische Opfer, was in der Summe den 12.000 „jüdischen“ Opfern in einem Bericht von Werner Otto von Hentig entspricht.
Aus dem Hamburger Prozess der britischen Besatzungsmacht gegen Generalfeldmarschall Erich von Manstein stammt die eidesstattliche Erklärung eines Angehörigen des Pionier-Bataillons 70 aus dem Jahre 1949, worin dieser aufgrund dienstlichen Kontakts zum Judenrat der Stadt und persönlicher Kontakte zu jüdischen Bürgern die Anzahl erschossener Juden auf 12.000 schätzt. In der Ereignismeldung EM 157 vom 19. Januar 1942 wird bezüglich der Einsatzgruppe D unter der Rubrik „Allgemeine Lage und Stimmung“ über die vorübergehende Unruhe in der Bevölkerung berichtet, welche die „anfangs Dezember“ eingeleiteten „Vorbereitungen für die Umsiedlung der 12-13.000 Juden, Krimtschaken und Zigeunern“ ausgelöst habe. Die Ereignismeldungen beziehen sich, soweit nicht explizit lokalisiert, üblicherweise auf das gesamte Einsatzgebiet der Einsatzgruppe. Da in den oben erwähnten Ereignismeldungen EM 150 und EM 153 eine deutlich höhere Anzahl von Erschießungen rapportiert wurde, ist es zwar nicht explizit gesagt aber anzunehmen, dass die hier genannte Anzahl „Umsiedlungen“ die Zahl der beim Simferopol-Massaker Ermordeten ist.

### Rolle der 11. Armee
Am 20. November 1941 hatte der Kommandeur der 11. Armee, Erich von Manstein, einen Befehl erlassen, der dem von Hitler gelobten Reichenau-Befehl entsprach. Von Manstein bekräftigte darin, dass das „jüdisch-bolschewistische System“ ein für alle Mal ausgerottet werden müsse, und forderte von seiner Truppe, alle Erhebungen, die – meist von Juden – angezettelt würden, im Keime zu ersticken.
Der Befehl zeigt eine offensichtliche Zustimmung des Autors zu den ideologischen Kriegszielen Hitlers. Er enthält auch von Mansteins Zustimmung zur wirtschaftlichen Ausplünderung des Landes durch die Ernährungsstrategie im Krieg gegen die Sowjetunion: „Die Ernährungslage der Heimat macht es erforderlich, dass sich die Truppe weitestgehend aus dem Lande ernährt und dass darüber hinaus möglichst große Bestände der Heimat zur Verfügung gestellt werden. Besonders in den feindlichen Städten wird ein großer Teil der Bevölkerung hungern müssen. Trotzdem darf aus missverstandener Menschlichkeit nichts von dem, was die Heimat unter Entbehrungen abgibt, an Gefangene und Bevölkerung – soweit sie nicht im Dienste der deutschen Wehrmacht stehen – verteilt werden.“ Die obigen Passagen spiegeln den rücksichtslosen Kurs der Wehrmacht in der Blitzkriegsphase wider, der im Hungerwinter 1941/1942 hinterfragt werden musste, weil man sich so unweigerlich die Zivilbevölkerung zum Feind machte und damit den militärischen Erfolg aufs Spiel setzte. Der Befehl Mansteins vom 20. November 1941 „unterstützte die Soldaten der ihm unterstellten Einheiten in der Überzeugung, daß die Massentötungen von Juden ein selbstverständlicher Teil des Krieges und die Hilfestellungen der Armee bei den Massakern notwendig wären“.
Die Einsatzgruppe D hatte die Ermordung der Juden für März 1942 geplant. Doch das AOK 11 drängte auf einen früheren Termin. Grund dafür dürfte primär die katastrophale Ernährungslage auf der Krim gewesen sein. Immerhin war im Westen der Krim die Festung Sewastopol noch nicht erobert und der Osten, die Halbinsel Kertsch, war leicht erreichbar vom östlichen Festland, wohin sich die Rote Armee zurückgezogen hatte. Bei einem Rückeroberungsversuch hätten Hungeraufstände in den Städten im Rücken der 11. Armee diese in eine höchst gefährliche Lage bringen können. Die Rote Armee hatte beim Rückzug von der Krim, die in Friedenszeiten einen Nahrungsmittelüberschuss produzierte, Nahrungsmittel und Nahrungsproduktionsmittel mitgenommen oder vernichtet, um sie dem Feind nicht in die Hände fallen zu lassen. Die ebenfalls erfolgten Zerstörungen der Bahnstrecken und die wachsende Partisanentätigkeit reduzierten den Nachschub per Eisenbahn so drastisch, dass wegen fehlender Munition der für Ende November 1941 geplante Angriff auf Sewastopol verschoben werden musste. Infolge der katastrophalen Ernährungslage forderte die Abteilung Landwirtschaft des Wirtschaftskommandos (Wi Kdo Krim) der Wirtschaftsorganisation Ost bereits am 1. Dezember 1941 die Entfernung sämtlicher Gefangenen von der Krim, die sofortige „Lösung der Judenfrage“, die Evakuierung der arbeitslosen Industriebevölkerung aus den Städten Kertsch, Simferopol und Sewastopol in nördliche Gebiete der Ukraine, die Verlegung sämtlicher rumänischer Truppenverbände aus der Krim in andere Gebiete, und den Abtransport eines großen Teils der Truppenverbände nach dem Fall von Sewastopol.
In dieser Lage, schrieb der Historiker Oldenburg 2004, habe das AOK 11 die vorgezogene „Lösung der Judenfrage“ nicht aus rassistisch-ideologischen Motiven gefordert, sondern primär aus dem menschenverachtenden militärischen Kalkül, Lebensmittel einzusparen und dadurch das Sicherheitsrisiko im rückwärtigen Armeegebiet einzudämmen. Auch Kiril Feferman, der nicht nur deutsche Unterlagen, sondern auch zahlreiche sowjetische und jüdische Quellen zur Ernährungslage auf der Krim analysiert hat, spricht der Forderung des AOK 11 ein militärisches Kalkül nicht völlig ab. Allerdings basiere es auf einer zu pessimistischen Einschätzung der Situation, die auch dadurch entstand, weil es der Besatzungsmacht nicht gelang, die Bevölkerung der großen Städte zur Herausgabe ihrer nach dem Abzug der Roten Armee gehorteten Lebensmittel zu zwingen.
Oldenburg beschrieb den weiteren Ablauf im Vorgehen von SD und AOK 11 wie folgt: Da Dr. Werner Braune, Führer des Sk 11b der Einsatzgruppe D in Simferopol, nicht genügend eigene Ressourcen hatte, die Exekutionen bereits vor Weihnachten auszuführen, stellte ihm der Oberquartiermeister im AOK 11, Oberst Hauck (AOK 11/OQu) „eine größere Anzahl von LKWs mit Fahrern, Betriebsstoff, Munition sowie eine Anzahl Feldgendarmen sowie Angehörige der GPF 647 für diese Aktionen zur Verfügung.“ Der Exekutionsbeschluss war spätestens am 6. Dezember gefasst worden, denn in seinem Tätigkeitsbericht, Eintrag für den 6. Dezember, vermerkte der Stabsoffizier der Feldgendarmerie: „11 Feldgend. zum SD zur Judenaktion kommandiert.“ Unter den Wehrmachtangehörigen „befanden sich die Feldgendarme der in Simferopol stationierten OK I/853, denen die vorzubereitenden Maßnahmen zur Exekution aufgetragen wurden.... Am Exekutionsort selbst wurden die Feldgendarme als Absperrposten eingesetzt, d. h. an den Erschießungen selbst waren sie nicht beteiligt; diese wurden von den Kräften des Sk 11b und der GFP 647 durchgeführt.“ Bezüglich der Beteiligung von Feldgendarmen am Massaker nannte Oldenburg nur die Aussagen des GFP-Angehörigen Jean Breuer als direkten Beleg. Breuer war allerdings nur an einem Tag der Exekution anwesend.
Werner Otto von Hentig war 1941 und 1942 Vertreter des Auswärtigen Amtes (VAA) beim AOK 11 und berichtete dem Auswärtigen Amt vom Kriegsschauplatz Krim. Er kritisierte offen die brutale Besatzungspolitik, die Behandlung der Kriegsgefangenen, die Geiselerschießungen und die Ermordung der Juden. „...Über die Folgen der Judenerschießungen, die allein hier in Simferopol 12.000 betrugen, bin ich dabei gar nicht eingegangen. Die Wirkungen einer solchen Schlächterei beschränken sich ja keineswegs auf die Opfer selbst; sie berühren einmal die gesamte Bevölkerung des besetzten Gebiets, weil natürlich keiner für möglich gehalten hat, daß wir Frauen und Kinder töten. Sie berühren aber auch die Moral der Truppen und weiterhin auch unsere wirtschaftliche Stellung. Von den Wirkungen im weiteren Ausland natürlich vollkommen abgesehen....“

### Verurteilungen
Die Vernichtung der Juden von Simferopol fiel in den „Aufgabenbereich“ der Einsatzgruppe D, die für die von der 11. Armee besetzten Gebiete zuständig war und insgesamt über 90.000 Menschen ermordete. Leiter dieser Einsatzgruppe war SS-Gruppenführer Otto Ohlendorf. Laut seiner eidesstattlichen Erklärung vom 3. September 1947 zählte es zu den Aufgaben der Einsatzgruppen, „die eroberten Gebiete von Juden, kommunistischen Funktionären und Agenten zu reinigen. Die letztgenannte Aufgabe sollte durch die Tötung aller erfassten, rassisch und politisch unerwünschten Elemente gelöst werden, die als die Sicherheit gefährdend bezeichnet waren.“ Er und der Chef seines die Massen-Exekution ausführenden Sonderkommandos (Sk 11b), Sturm-Bannführer Dr. Werner Braune, wurden in Nürnberg im Rahmen des Einsatzgruppen-Prozesses zum Tode verurteilt und durch den Strang hingerichtet. Ohlendorfs Adjutant SS-Obersturmbannführer Heinz Hermann Schubert, dem konkrete Tatbeteiligung am Massenmord von Simferopol nachgewiesen werden konnte, wurde zunächst zum Tode verurteilt, dann aber – im Vorfeld der westdeutschen Wiederbewaffnung – im Rahmen von Urteilsmilderungen und Erlassung von Haftstrafen bereits 1952 entlassen.
Generalfeldmarschall Erich von Manstein wurde nach dem Krieg im letzten alliierten Kriegsverbrecherprozess 1949 vom Vorwurf einer aktiven Beteiligung an Verbrechen des SD freigesprochen. Verurteilt wurde er zu 18 Jahren Haft unter anderem, weil er seine Aufsichtspflicht als Oberbefehlshaber vernachlässigt und damit den Völkermord zugelassen habe, weil er Deportationen geduldet, Erschießungen und Misshandlungen von Kriegsgefangenen zugelassen und die Auslieferung von Politkommissaren an den SD („Kommissarbefehl“) erlaubt habe. Bereits 1953 wurde von Manstein aus der Haft entlassen.
Trotz ihrer Beteiligung an Kriegsverbrechen wurde die Geheime Feldpolizei in den Nürnberger Prozessen nicht als verbrecherische Organisation eingestuft. Der Leiter der GFP 647, Dr. Albert Hermann, behauptete bei seiner Vernehmung durch die bundesdeutsche Justiz, dass sich seine Einheit auf der Krim nicht an der Judenverfolgung und -ermordung beteiligt hätte. Als ein Beispiel für ein bundesdeutsches Verfahren, dessen Einstellung „Anlass zu erheblichen Bedenken“ bei Alfred Streim, Leiter der Zentralen Stelle der Landesjustizverwaltungen zur Aufklärung nationalsozialistischer Verbrechen, auslöste, nennt dieser das Verfahren gegen fünf ehemalige Unteroffiziere der GPF 647, in dem diese ihre Mitwirkung an der Exekution einräumen und schildern.
Ein Ermittlungsverfahren der Staatsanwaltschaft München gegen den Kommandeur der Feldgendarmerieabteilung FGA 683, Maximilian Maier, und die Chefs seiner ersten und dritten Kompanie, das 1962 eröffnet worden war, betraf unter anderem die Beteiligung an den Massenexekutionen bei Simferopol. Da die Tatvorwürfe, Juden festgenommen, bewacht und an den SD überstellt, Kraftfahrzeuge zum Judentransport gestellt sowie Absperrungen am Exekutionsort durchgeführt zu haben trotz jahrelanger Ermittlungen nicht ausreichend belegt werden konnten, wurde das Verfahren 1966 wieder eingestellt.
Welche Feldgendarmen am Massaker von Simferopol beteiligt waren und ob sie auch Erschießungen durchführten, ist 2009/2010 im „Fall Eggebrecht“ erneut diskutiert worden. Wie die Argumentation von Friedrich Geiger zeigt, stellte die FGA 683 zwar Feldgendarmen für das Rückwärtige Armeegebiet. Da diese jedoch in stark wechselnden Konfigurationen den Orts- und Feldkommandanturen zugeordnet waren und die Kommandanturen auch über eigene Feldgendarmen verfügten, ist eine genaue Identifikation einzelner Einheiten oder Einheitsteile heute erheblich erschwert.

### „Zigeuneraktion“
Der Leiter der Einsatzgruppe D, SS-Gruppenführer Otto Ohlendorf, gab vor den Nürnberger Richtern zu Protokoll, dass Juden und Roma in gleicher Weise eine Bedrohung für die Wehrmacht dargestellt hätten, da sie beide „in allen Kriegen“ seit jeher als „Spione“ aufgetreten seien. Er organisierte daher sehr früh – ohne sich auf einen expliziten Befehl berufen zu können – die Ausrottung der Roma auf der Krim, parallel zu der von Juden und Krimtschaken. So wurde auch ein großer Teil der Bevölkerung des Romaviertels von Simferopol im Dezember 1941 Opfer einer Massenerschießung. Die Aufsicht über diese „Zigeuneraktion“ der Einsatzgruppe D führte Ohlendorfs Adjutant SS-Obersturmführer Heinz Hermann Schubert. Die 11. Armee stellte Lastkraftwagen, Feldgendarmerie und andere militärische Einheiten.
Der ukrainische Historiker Mikhail Tyaglyy schreibt gestützt auf Augenzeugenberichte, dass die „Zigeuneraktion“ am 9. Dezember 1941 stattfand, also am selben Tag wie die Vernichtung der krimtschakischen Bevölkerung von Simferopol. Die Anzahl der Roma-Opfer der Stadt habe im Dezember 1941 und Januar 1942 insgesamt 800 bis 1.000 Personen betragen, zitiert er einen Zeitzeugen. Aus den von Mikhail Tyaglyy angegebenen Einwohnerzahlen des Statistikbüros des Simferopoler Stadtrats lässt sich die Zahl von 600 Opfern ermitteln, die der Angabe von Michael Zimmermann „etwa 25 Fahrzeuge“ mit je 25 Personen entspricht.
Im Unterschied zu dem von oben gesteuerten und konsequent umgesetzten Judenvernichtungsprogramm sieht Mikhail Tyaglyy bei der Verfolgung der Roma mehr Ermessensspielraum der SD-Funktionsträger vor Ort. Dieser rührte auch daher, dass die Roma der Krim sprachlich und kulturell stark von ihren tatarischen Nachbarn geprägt, teilweise muslimischen Glaubens und zunehmend im Besitz von Ausweisen waren, die sie ethnisch als Tataren kennzeichneten. Die deutsche Besatzungsmacht hatten deswegen Probleme, die Roma von den Tataren, welche in der Krim rund 20 % der Bevölkerung ausmachten und zunächst überwiegend Sympathien für die deutsche Besatzungsmacht hegten, zu unterscheiden. Die Tataren ihrerseits zeigten zumindest gegenüber den muslimischen Roma Solidarität und bewahrten sie davor als „Zigeuner“ erkannt zu werden. So sollen in Simferopol zahlreiche Roma der „Zigeuneraktion“ im Dezember 1941 entgangen sein, und das krimtatarische Muselmanische Komitee soll durch Interventionen bei den deutschen Befehlshabern weitere Erschießungen von Roma verhindert haben.
Die russischsprachigen Zeitungen auf der Krim waren in der deutschen Besatzungszeit voller antisemitischer Propaganda berichteten aber nie über die „Zigeunerfrage“. Auch wurden Juden vielfach von der Bevölkerung denunziert – aber keine Roma. Die Unbeliebtheit der Juden in der Krim geht auf Landabtretungen für jüdische landwirtschaftliche Siedlungen zurück, welche die OZET (russisch: ОЗЕТ, Общество землеустройства еврейских трудящихся – Gesellschaft für die Landansiedlung der werktätigen Juden) der KPdSU in den Jahren 1924–1938 mit Unterstützung des Agro-Joint, einer US-amerikanischen Hilfsorganisation für jüdische Glaubensbrüder, betrieben hatte.
Die Ereignismeldung vom 2. Januar 1942 dokumentiert für Mitte Dezember bis Mitte Januar folgende Erschießungen der Einsatzgruppe D auf der Krim: 17.645 Juden, 2.504 Krimtschaken, 824 Zigeuner sowie 212 Kommunisten und Partisanen. Die Ereignismeldung vom 8. April berichtet, dass „Juden, Krimtschaken und Zigeuner“ „ausser wenigen kleinen, gelegentlich im Norden der Krim auftauchenden Truppen nicht mehr vorhanden“ seien. Martin Holler, der über den Völkermord an den Roma in der besetzten Sowjetunion ein Gutachten für das Dokumentations- und Kulturzentrum Deutscher Sinti und Roma erstellte, schätzt, dass etwa 30 % der Roma auf der Krim der Tötungsmaschinerie des SD entkommen sind. Es handele sich dabei um die 1109 „Zigeuner“, die gemäß sowjetischen Unterlagen zusammen mit den Tataren und anderen „Verrätervölkern“, die mit Deutschland fraternisiert hatten, 1944 auf Befehl Stalins deportiert wurden.

## Gedenkstätte für die Opfer des Massakers

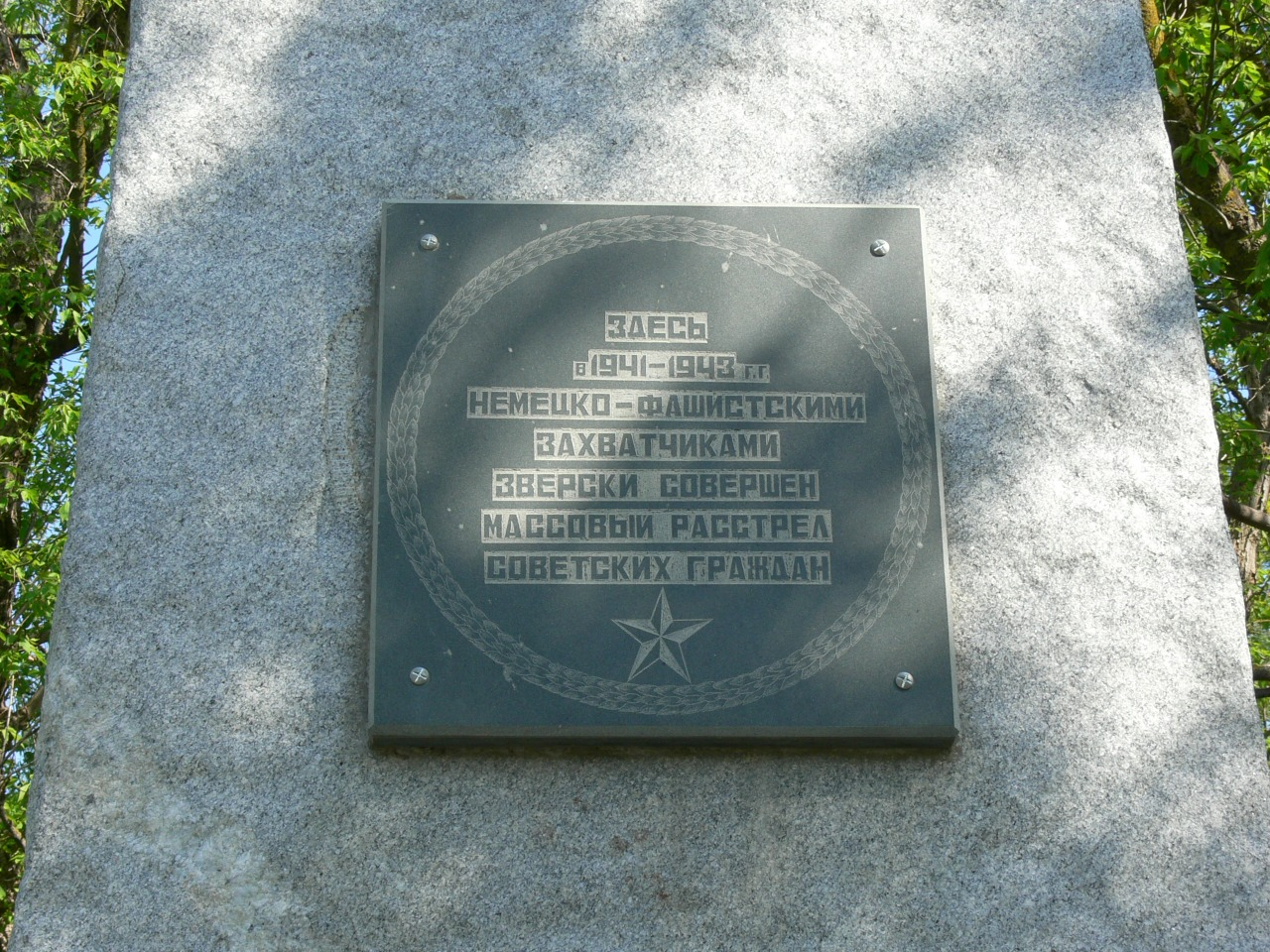
Sowjetischer Gedenkstein für die Opfer des Simferopol-Massakers (Dez. 1941)

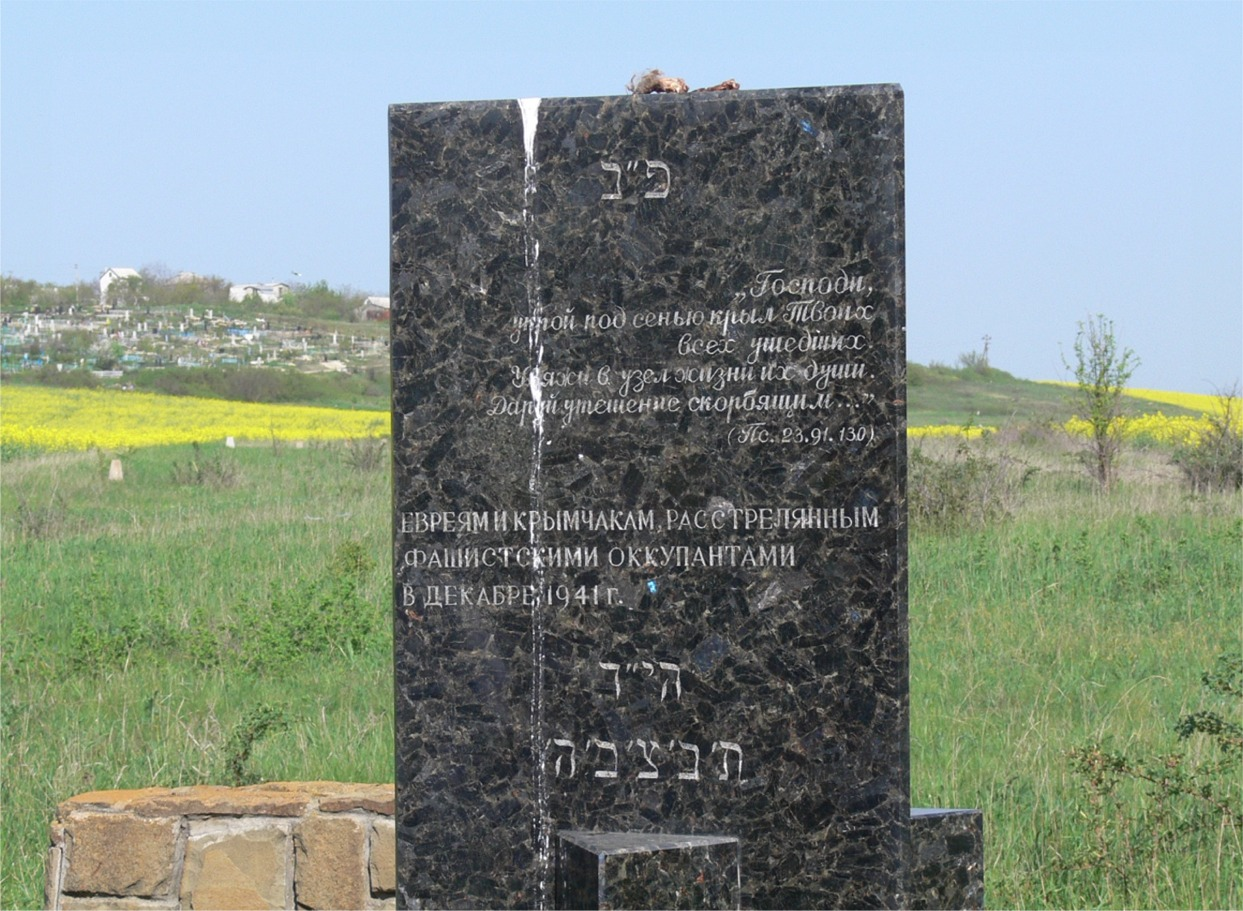
Gedenkstein für die jüdischen und krimtschakischen Opfer des Simferopol-Massakers (Dez. 1941)

In etwa zehn Kilometer Entfernung von Simferopol liegt links der Landstraße nach Feodosija mit den Koordinaten N45 0.751 – E34 12.484 das Gelände, in dem der SD mit Unterstützung der Wehrmacht die jüdische, krimtschakische und Roma-Bevölkerung von Simferopol – Männer, Frauen und Kinder – in der Zeit vom 9. bis 13. Dezember 1941 erschoss. Zunächst erreicht man eine Gedenkstätte aus sowjetischer Zeit. Ein mächtiger Steinblock trägt eine Schrifttafel mit folgendem Text: russisch ЗДЕСЬ В 1941–1943 Г.Г. НЕМЕЦКО-ФАШИСТСКИМИ ЗАХВАТЧИКАМИ ЗВЕРСКИ СОВЕРШЕН МАССОВЫЙ РАССТРЕЛ СОВЕТСКИХ ГРАЖДАН. Auf Deutsch: „Hier haben in den Jahren 1941 bis 1943 deutsch-faschistische Aggressoren brutal Massenerschießungen von Sowjetbürgern begangen.“ Diese Inschrift erinnert durch die Formulierung „Sowjetbürger“ an alle Opfergruppen. Etwas weiter nördlich befindet sich eine Erweiterung der Gedenkstätte, die den beiden größten Opfergruppen des Simferopol-Massakers, den Juden und den Krimtschaken, gewidmet ist und am 8. Oktober 2002 eingeweiht wurde. Wenige Meter dahinter beginnt der ehemalige Panzergraben, der für viele Tausend unschuldiger Opfer zum Massengrab wurde. Seine gewaltige Ausdehnung ist durch kleine weiße Betonpyramiden in dem mit Gras und Buschwerk bestandenen Gelände markiert.
Die Gedenkstele aus schwarzem Marmor ist in der Art eines Grabsteins beschriftet. Die oberste Zeile enthält die auf jüdischen Grabsteinen übliche Abkürzung hebräisch פ״נ, die „hier ruht“ (bzw. im vorliegenden Fall „hier ruhen“: פה נטמנים) bedeutet. Die unterste Zeile zeigt das übliche ת.נ.צ.ב.ה. d. h. „Mögen ihre Seelen eingebunden sein in den Bund des Lebens“ (תיהיו נשמתם צרורות בצרור החיים).
Auf das פ״נ folgt rechtsbündig ein russischer Text in Schreibschrift:
| Zeile | Textabschrift in Druckbuchstaben | Deutsche Übersetzung                          |
| ----- | -------------------------------- | --------------------------------------------- |
| 01    | Господи,                         | Mein Gott,                                    |
| 02    | Укрой под сенью крыл твоих       | birg im Schatten Deiner Flügel                |
| 03    | всех ушедших.                    | alle Toten.                                   |
| 04    | Увяжи в узел жизни их души.      | Binde ein in den Bund des Lebens ihre Seelen. |
| 05    | Даруй утешение скорбящим....     | Gib Trost den Hinterbliebenen...              |
| 06    | (Пс. 23.91.130)                  | (Psalmen 23, 91,130)                          |

Dem Besucher wird nahegelegt, drei Psalmen zu sprechen: Psalm 23 ist ein Psalm, der das unbedingte Vertrauen des Beters ausdrückt in den einen Gott, der den Menschen auf seinem Lebensweg mit all seinen Unwägbarkeiten behütet und begleitet. Psalm 91 ist der Trostpsalm, der zum Vertrauen auf Gott auffordert. Psalm 130 ist ein Bußpsalm, der zu den traditionellen Totengebeten gehört.
Der anschließende Text ist wiederum russisch und sagt, wer hier ruht:
ЕВРЕЯМ И КРЫМЧАКАМ РАССТРЕЛЯННЫМ ФАШИСТСКИМИ ОККУПАНТАМИ В ДЕКАБРЕ 1941 Г.
Auf Deutsch: „Juden und Krimtschaken, erschossen von den faschistischen Besatzern im Dezember des Jahres 1941“
In der vorletzten Zeile folgt wieder eine hebräische Abkürzung: הי״ד d. h. „Möge der Herr ihr Blut rächen.“ (השם ינקום דמם)